# Покровское сельское поселение (Чагодощенский район)
Покровское сельское поселение — упразднённое сельское поселение в составе Чагодощенского района Вологодской области.
Центр — село Покровское.
Образовано 1 января 2006 года в соответствии с Федеральным законом № 131 «Об общих принципах организации местного самоуправления в Российской Федерации».
В состав сельского поселения вошёл Покровский сельсовет.
Законом Вологодской области от 26 ноября 2015 года № 3783-ОЗ, были преобразованы, путём их объединения, Белокрестское, Борисовское, Избоищское, Лукинское, Мегринское и Покровское сельские поселения — в сельское поселение Белокрестское с административным центром в селе Белые Кресты.

## География
Расположено на юго-востоке района. Граничит:
- на западе с Лукинским, Избоищским и Борисовским сельскими поселениями,
- на севере с Мегринским сельским поселением,
- на востоке с Мезженским и Устюженским сельскими поселениями Устюженского района,
- на юге с Новгородской областью.

По территории сельского поселения проходит автодорога А114, протекают реки Кобожа, Чёрная, Колодня, Житца, расположены озёра Островское, Раздельное.

## История
В 1999 году был утверждён список населённых пунктов Вологодской области. Согласно этому списку в состав Покровский сельсовет входили 15 населённых пунктов.
В 2001 году была упразднена деревня Сырь.
В 2006 году было образовано Покровское сельское поселение в составе Покровского сельсовета.

## Населённые пункты
В состав сельского поселения входило 14 населённых пунктов, в том числе
13 деревень,
1 село.
| Населённый пункт  | ОКАТО          | Рег. номер | Расстояние до районного центра, км | Расстояние до центра поселения, км | Индекс | Координаты                      |
| ----------------- | -------------- | ---------- | ---------------------------------- | ---------------------------------- | ------ | ------------------------------- |
| деревня Гора      | 19 254 828 002 | 7330       | 54                                 | 4                                  | 162400 | 58°56′39″ с. ш. 35°37′46″ в. д. |
| деревня Гречнево  | 19 254 828 003 | 7331       | 61                                 | 11                                 | 162400 | 58°52′45″ с. ш. 35°35′48″ в. д. |
| деревня Дуброва   | 19 254 828 004 | 7332       | 65                                 | 15                                 | 162400 | 58°51′12″ с. ш. 35°37′07″ в. д. |
| деревня Жерновицы | 19 254 828 005 | 7333       | 62                                 | 12                                 | 162400 | 58°52′18″ с. ш. 35°35′36″ в. д. |
| деревня Залужье   | 19 254 828 006 | 7334       | 46                                 | 4                                  | 162400 | 58°58′09″ с. ш. 35°31′27″ в. д. |
| деревня Зубово    | 19 254 828 007 | 7335       | 49                                 | 6                                  | 162400 | 58°59′04″ с. ш. 35°32′17″ в. д. |
| деревня Карпово   | 19 254 828 008 | 7336       | 67                                 | 17                                 | 162400 | 58°52′44″ с. ш. 35°40′27″ в. д. |
| деревня Махово    | 19 254 828 009 | 7337       | 56                                 | 6                                  | 162400 | 58°55′27″ с. ш. 35°31′40″ в. д. |
| деревня Окулово   | 19 254 828 010 | 7338       | 54                                 | 4                                  | 162400 | 58°56′28″ с. ш. 35°31′08″ в. д. |
| село Покровское   | 19 254 828 001 | 7329       | 50                                 | —                                  | 162423 | 58°57′09″ с. ш. 35°34′32″ в. д. |
| деревня Ременево  | 19 254 828 011 | 7339       | 54                                 | 4                                  | 162400 | 58°55′39″ с. ш. 35°36′24″ в. д. |
| деревня Селище    | 19 254 828 012 | 7340       | 62                                 | 12                                 | 162400 | 58°52′20″ с. ш. 35°36′35″ в. д. |
| деревня Фишово    | 19 254 828 014 | 7342       | 47                                 | 3                                  | 162400 | 58°57′53″ с. ш. 35°32′04″ в. д. |
| деревня Черенское | 19 254 828 015 | 7343       | 54                                 | 4                                  | 162423 | 58°56′52″ с. ш. 35°38′32″ в. д. |

Упразднённые населённые пункты:
| Населённый пункт | ОКАТО          | Рег. номер | Расстояние до районного центра, км | Расстояние до центра поселения, км | Координаты                      | Комментарий           |
| ---------------- | -------------- | ---------- | ---------------------------------- | ---------------------------------- | ------------------------------- | --------------------- |
| деревня Сырь     | 19 254 828 013 | 7341       | 65                                 | 15                                 | 58°52′48″ с. ш. 35°39′23″ в. д. | Упразднена 16.01.2001 |